# Gotebaldo
Gotebaldo (o Goteboldo; ... – 1063) è stato un patriarca cattolico tedesco.

## Biografia
Nulla si può dire della sua vita prima dell'elezione a patriarca di Aquileia, nel 1049. Dal cronista Erimanno sappiamo che, al momento della nomina, Gotebaldo era Nemetensis praepositus, ovvero prevosto a Spira, in Germania. Forse era fratello del conte Arduico/Hartwig di Calw, padre di papa Vittore II.
Alla metà dell'XI secolo la sede aquileiense non attraversava un periodo facile. Gli antichi rancori con il patriarcato di Grado, che rivendicava il primato sulla provincia ecclesiastica della Venetia et Histria con il sostegno del Ducato di Venezia, si erano risvegliati prepotentemente, tanto che nel 1024 il predecessore Poppone aveva attaccato Grado saccheggiandola.
Gotebaldo non eccedette mai nella violenza, ma perseguì comunque una politica dura che, tuttavia, diede scarsi risultati. Nel 1050-51 sostenne le rivendicazioni del vescovo di Treviso sull'abbazia di Sant'Ilario (possedimento del doge) il quale aveva falsificato un diploma di Enrico II per poter godere delle decime di due curtes che, pur trovandosi nel territorio della sua diocesi, dipendevano dal monastero. Inizialmente Enrico III aveva riconosciuto il documento falsificato, ma dovette rivedere la propria decisione quando l'abate di Sant'Ilario impugnò i diplomi originali di Ottone III, Enrico II e Corrado II (che, invero, confermavano un altro documento falso attribuito a Carlo il Grosso).
Subì un secondo smacco nel 1053 quando, durante un concilio tenuto a Roma, papa Leone IX aveva sentenziato che Grado fosse definita Nova Aquileia, ponendola quindi a capo della provincia ecclesiastica della Venetia et Histria, mentre Gotebaldo, definito semplicemente Forojuliensis episcopus, avrebbe avuto autorità sulla sola terraferma. Forse il pontefice serbava nei rancori nei confronti del patriarca che non si era dimostrato particolarmente solerte nella lotta alla simonia.
Alla morte di Leone, Gotebaldo, aiutato da Enrico III, tentò di indurre papa Vittore II a cambiare questa decisione. Ma la morte dell'imperatore, cui successe il piccolo Enrico IV, interruppe il negoziato.
Non appena Enrico IV divenne maggiorenne, Gotebaldo tornò a pretendere la propria supremazia ecclesiastica. Nel 1062, infatti, si recò a corte per ottenere l'appoggio del sovrano il quale gli confermò i diritti su Grado conferiti ad Aquileia dai precedenti imperatori.
Morì nel 1063, prima di assistere alla contromossa veneziana: nel 1064, infatti, in occasione del concilio di Mantova che riconobbe Alessandro II contro il filo-imperiale Onorio II, il patriarca di Grado Domenico Marango ottenne dal pontefice la conferma delle precedenti disposizioni papali in contrasto con quanto stabilito due anni prima dall'imperatore.
Per quanto riguarda la sua attività pastorale nel patriarcato, Gotebaldo di interessò al sostentamento del clero e al recupero dei luoghi di culto caduti in rovina: in un documento non datato si attesta la donazione al monastero di Santa Maria in Valle di Cividale di quattro masserizie localizzate ad Ampezzo, mentre un altro scritto del 1062 testimonia il restauro e la riconsacrazione della chiesa di Santo Stefano di Aquileia.